# خورشیدگرفتگی ۱۲ سپتامبر ۲۰۳۴
خورشیدگرفتگی ۱۲ سپتامبر ۲۰۳۴ (به انگلیسی: Solar eclipse of September 12, 2034) یک خورشیدگرفتگی از نوع خورشیدگرفتگی حلقه‌ای است. این خورشیدگرفتگی در تاریخ ۱۲ سپتامبر ۲۰۳۴ میلادی (‎۲۱ شهریور ۱۴۱۳ خورشیدی) روی خواهد داد که زمان اوج آن، ساعت ۱۶:۱۹:۲۸ به‌وقت ساعت هماهنگ جهانی است. مدت زمان و طول این خورشیدگرفتگی ۲ دقیقه و ۵۸ ثانیه خواهد بود.